# KV62
A KV62 é a tumba no Vale dos Reis em que foi sepultado o faraó Tutancâmon, membro da Décima Oitava Dinastia do Antigo Egito. Ela consiste em quatro câmaras e um corredor e escadaria de entrada. É menor e bem menos decorada do que outras tumbas reais da época, provavelmente tendo-se originado como uma tumba para alguém de fora da família real e que foi adaptada para uso de Tutancâmon depois de sua morte prematura. Ele foi sepultado com uma grande variedade de objetos e outras posses pessoais, porém estes itens precisaram ser empilhados muito próximos uns dos outros devido ao espaço limitado da tumba. Foi invadida por ladrões duas vezes depois do sepultamento, mas a múmia e a maioria dos objetos permaneceram intactos.
A posição da tumba no chão do vale permitiu que sua entrada fosse escondida por entulhos de construções e inundações, assim não foi saqueada durante o Terceiro Período Intermediário. Foi descoberta em novembro de 1922 por escavadores liderados por Howard Carter. Ela atraiu um frenesi da mídia pela quantidade e aparência espetacular de seus artefatos, se tornando o achado mais famoso na história da egiptologia. A morte do Conde de Carnarvon, patrono de Carter, durante a escavação inspirou especulações de que a tumba estava amaldiçoada. A descoberta produziu apenas pequenas evidências sobre o reinado de Tutancâmon e o Período de Amarna que o precedeu, mas proporcionou maior conhecimento sobre a cultura material da realeza egípcia.
A maioria dos objetos da tumba foram inicialmente enviados para o Museu Egípcio no Cairo, onde foram exibidos por décadas até serem transferidos na década de 2010 para o Grande Museu Egípcio em Gizé, porém a múmia de Tutancâmon e um dos seus sarcófagos permanecem na tumba. Inundações e grande tráfego de turistas danificaram a tumba desde sua descoberta, com uma réplica da câmara mortuária tendo sido construída em um local próximo para reduzir a pressão turística na original. A descoberta elevou Tutancâmon ao posto de um dos faraós mais notórios da história, com alguns artefatos de sua tumba, especialmente sua máscara mortuária feita de ouro, tendo-se tornado uma das peças de arte mais conhecidas do Antigo Egito.

## História

### Enterro e roubos

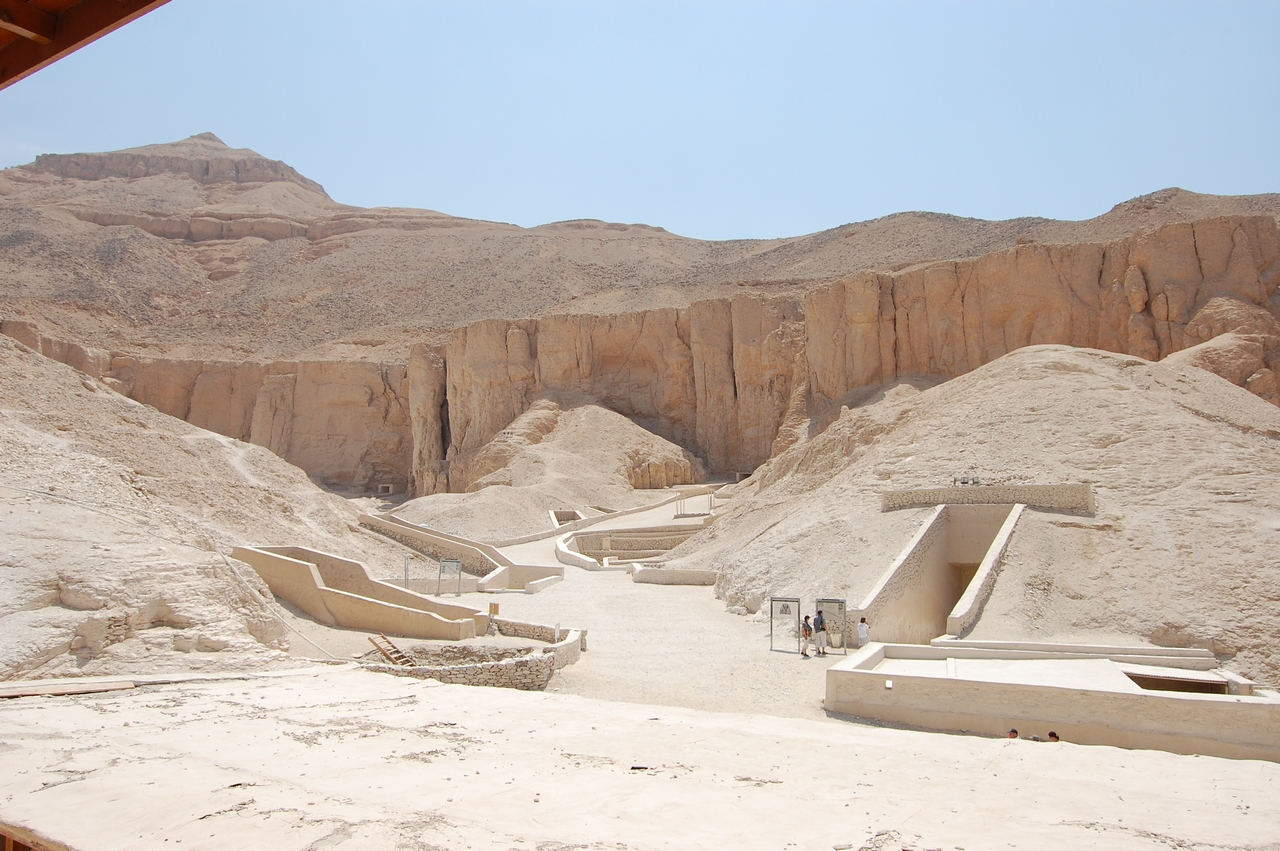
Parte central do vale, com a entrada da tumba de Tutancâmon coberta à direita

Tutancâmon reinou como faraó aproximadamente entre 1334 e 1325 a.C., ao final da Décima Oitava Dinastia durante o Império Novo. Ele ascendeu ao trono ainda criança depois da morte de Aquenáton, que provavelmente era seu pai, e dos breves reinados de Semencaré e Neferneferuaton. Aquenáton tinha modificado radicalmente a religião egípcia ao rejeitar todas as divindades para venerar um único deus, Áton, uma mudança que iniciou o Período de Amarna. Um dos principais atos de Tutancâmon foi restaurar as práticas religiosas tradicionais. Seu nome foi alterado de Tutancáton, referência à Áton, para Tutancâmon, homenageando Amon, uma das principais divindades do panteão tradicional. Similarmente, o nome de sua esposa mudou de Anquesepaton para Anquesenamon.
O faraó encomendou uma tumba de grande tamanho no Vale dos Reis pouco depois de ascender ao trono, que provavelmente era a WV23 ou a KV57. Acredita-se que a KV62 originalmente seria uma tumba para alguém de fora da família real, possivelmente para Aí, que era na época conselheiro de Tutancâmon. O faraó morreu prematuramente e a KV62 foi ampliada para acomodar seu sepultamento. Aí foi seu sucessor e foi sepultado na WV23. Ele já era idoso quando ascendeu ao trono e possivelmente enterrou Tutancâmon na KV62 para poder usurpar a WV23, garantindo assim que tivesse uma tumba de proporções adequadamente reais quando morresse. Faraós da época também construíam templos mortuários onde receberiam oferendas para sustentar seus espíritos no pós-vida. O templo de Aí e Horemebe em Medinet Habu continha estátuas que foram originalmente entalhadas para Tutancâmon, sugerindo que o templo de Tutancâmon ficava próximo ou que Aí também tomou o templo de Tutancâmon para si.
Aí foi sucedido por Horemebe, um general de Tutancâmon, porém a transferência de poder talvez tenha sido contestada e resultado em um breve período de instabilidade política. O novo faraó, como parte da contínua reação contra o atonismo, tentou apagar os registros de Aquenáton e seus sucessores, desmontando monumentos de Aquenáton e usurpando aqueles erguidos por Tutancâmon. Listas posteriores de faraós pulam de Amenófis III, pai de Aquenáton, diretamente para Horemebe.
A tumba de Tutancâmon foi roubada duas vezes poucos anos depois de seu sepultamento. Oficiais consertaram e empacotaram novamente alguns dos objetos danificados, em seguida preenchendo o corredor externo com lascas de calcário e alguns objetos derrubados pelos ladrões para dissuadir mais roubos. Um segundo grupo de ladrões mesmo assim escavou pelo preenchimento do corredor. Este roubo também foi detectado e uma segunda restauração apressada foi realizada novamente para selar a tumba.
O Vale dos Reis sofre periodicamente de enchentes relâmpago que depositam alúvio nas suas áreas mais baixas. A maior parte do vale, incluindo a entrada da tumba de Tutancâmon, foi coberta por uma camada de alúvio sobre a qual cabanas foram depois construídas para os trabalhadores da KV57, em que Horemebe foi sepultado. O geólogo Stephen Cross argumentou que uma grande enchente depositou uma camada de alúvio depois da KV62 ter sido selada uma segunda vez e antes das cabanas serem construídas, significando que a tumba ficou inacessível na época do fim do reinado de Aí. Por outro lado, o egiptólogo Andreas Dorn sugeriu que na verdade essa camada já existia durante o reinado de Tutancâmon e que os trabalhadores escavaram por ela para chegarem até a base rochosa do vale em que a tumba foi construída.
A tumba de Ramessés V e Ramessés VI, a KV9, foi construída na rocha ao oeste da KV62 mais de 150 anos depois do sepultamento de Tutancâmon. A entrada da KV62 foi enterrada mais por uma grande quantidade de entulho da escavação da KV9 e pelas cabanas dos trabalhadores em cima dos entulhos. Pelos anos seguintes as tumbas dos vales sofreram várias ondas de roubos: primeiro no final da Vigésima Dinastia por gangues locais de ladrões, depois na Vigésima Primeira Dinastia por oficiais trabalhando para o Sumo Sacerdote de Amon, que saquearam as tumbas e removeram as múmias. A tumba de Tutancâmon estava enterrada e esquecida e assim permaneceu intacta.

### Descoberta e liberação
Várias tumbas no Vale dos Reis estavam abertas desde a antiguidade, porém as entradas de muitas outras permaneceram escondidas pelo passar dos séculos até o crescimento do campo da egiptologia no início do século XIX. Muitas das tumbas restantes foram encontradas entre 1902 e 1914 por uma série de escavadores trabalhando para Theodore M. Davis. A maior parte do vale foi explorada durante esse período, porém a tumba de Tutancâmon nunca foi encontrada porque Davis não achava que uma tumba teria sido construída no chão do vale. Dentre suas descobertas estava a KV54, um fosso que continha objetos com o nome de Tutancâmon. Acredita-se agora que esses objetos tenham sido itens de sepultamento que foram originalmente guardados no corredor de entrada da tumba de Tutancâmon, depois removidos e reenterrados na KV54 quando restauradores preencheram o corredor, ou possivelmente objetos relacionados ao próprio funeral do faraó. As escavações de Davis também descobriram a pequena tumba KV58, que continha peças de um arnês de carruagem tanto com nome de Tutancâmon quanto o de Aí. Davis depois disso ficou convencido de que esta era a tumba de Tutancâmon.

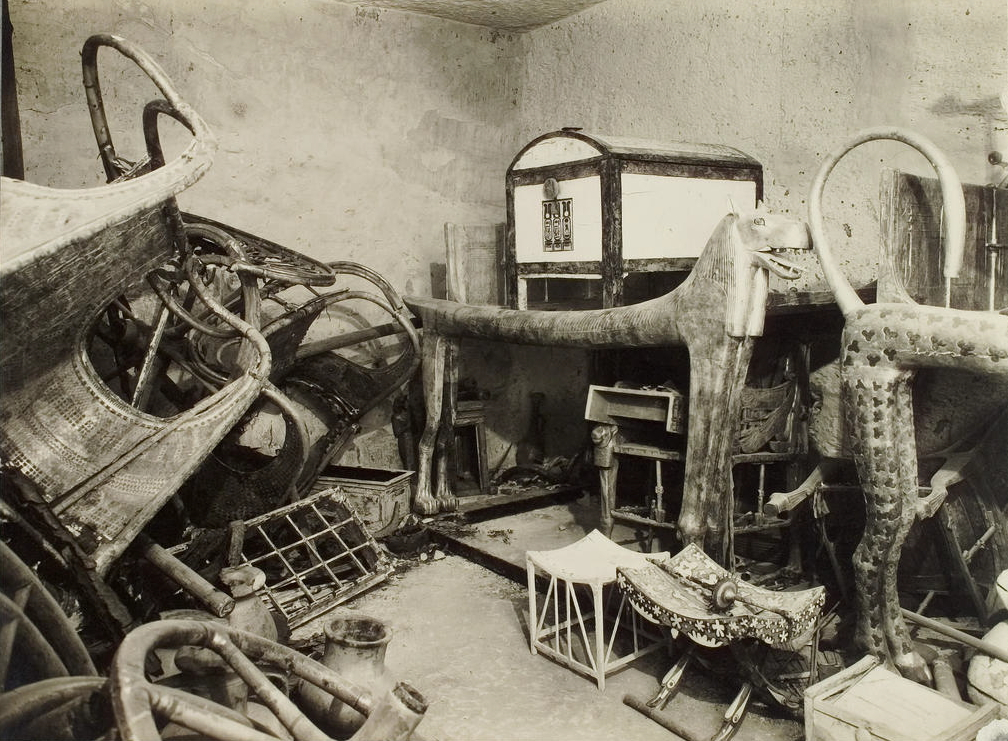
Canto sudoeste da antecâmara, com carruagens desmontadas na esquerda e mobílias na direita. A entrada para o anexo esta embaixo da cama funerária.

Davis depois disso abriu mão do trabalho no vale, com o arqueólogo Howard Carter e seu patrono lorde George Herbert, 5.º Conde de Carnarvon, fazendo um esforço para liberar o vale de entulho até a base rochosa. As descobertas de Davis de artefatos com o nome de Tutancâmon deram a Carter e Carnarvon motivos para terem esperança de que talvez pudessem encontrar sua tumba. A KV62 foi descoberta em 4 de novembro de 1922 quando um degrau da sua escadaria de entrada foi encontrado por trabalhadores egípcios. Os escavadores alcançaram a antecâmara em 26 de novembro e encontraram uma quantidade de artefatos que superava todas as suas expectativas, proporcionando um conhecimento sem precedentes sobre como era um sepultamento real no Império Novo.
A condição dos objetos mortuários variavam enormemente; muitos tinham sido afetados profundamente pela umidade, o que provavelmente ocorreu tanto pelo estado úmido do gesso quando a tumba foi selada pela primeira vez quanto pela infiltração de água ao longo dos milênios até a tumba ser encontrada. O registro do conteúdo da tumba e sua conservação para que pudesse sobreviver a viagem até o Cairo mostrou-se uma tarefa gigantesca que demorou dez temporadas. Muitas pessoas participaram da escavação, porém os únicos membros que estiveram presentes durante todo o processo foram Carter, o químico Alfred Lucas, o fotógrafo Harry Burton e os capatazes egípcios Ahmed Gerigar, Gad Hassan, Hussein Abu Awad e Hussein Ahmed Said.
A natureza espetacular dos artefatos da tumba inspiraram um frenesi midiático chamado de "tutmania" que transformou Tutancâmon em um dos faraós mais conhecidos. A publicidade no mundo ocidental inspirou uma moda por itens de decoração inspirados no Antigo Egito. No próprio Egito a descoberta reforçou a ideologia do faraonismo, que enfatizava a conexão do Egito moderno com seu passado e que tinha crescido em proeminência entre 1919 e 1922 durante a luta egípcia por independência do controle britânico. A publicidade aumentou ainda mais depois da morte de Carnarvon por uma infecção em abril de 1923, inspirando rumores de ele tinha sido morto por uma maldição na tumba. Outras mortes e eventos estranhos relacionados com a tumba também foram atribuídos a essa suposta maldição.
A liberação da tumba continuou sob a liderança de Carter depois da morte de Carnarvon. A segunda temporada ocorreu entre o final de 1923 e início de 1924, quando a antecâmara foi esvaziada de seus objetos e os primeiros trabalhos na câmara mortuária começaram. O Egito tinha se tornado parcialmente independente em fevereiro de 1922 e o governo teve um confronto com Carter sobre a questão do acesso à tumba; o governo achava que egípcios, especialmente a imprensa egípcia, não estavam recebendo o acesso devido. Carter e seus associados pararam de trabalhar em fevereiro de 1924 em protesto às restrições cada vez maiores impostas pelo governo, iniciando uma disputa jurídica que perdurou até janeiro de 1925. O acordo que resolveu a disputa estipulava que os artefatos da tumba não seriam divididos entre o governo e os patrocinadores da escavação, como tinha sido a prática em escavações egiptológicas até então. Em vez disso, a maior parte do conteúdo da tumba foi transferido para o Museu Egípcio no Cairo.
Os escavadores abriram e removeram os caixões e múmia de Tutancâmon em 1925 e em seguida trabalharam na tesouraria e anexo. A liberação foi finalizada em novembro de 1930, porém Carter e Lucas continuaram a trabalhar na conservação dos artefatos até fevereiro de 1932, quando os últimos foram enviados para o Cairo.

### Turismo e preservação

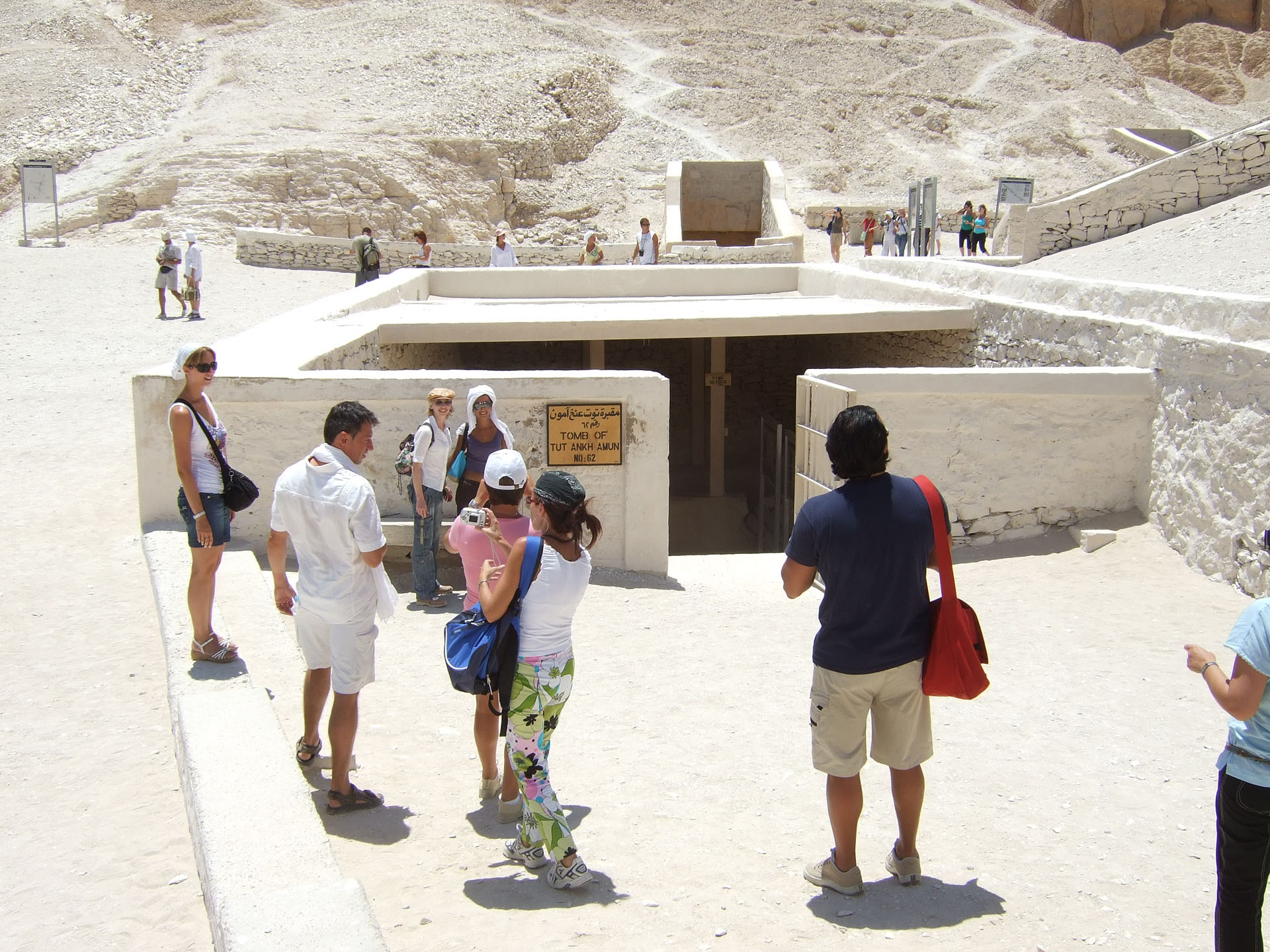
Turistas na entrada da tumba

A tumba é um destino turístico popular desde que o processo de liberação começou. A múmia foi reenterrada no local em 1926 e algum tempo depois alguém invadiu o sarcófago e roubou objetos que Carter tinha deixado. Isto provavelmente aconteceu durante a Segunda Guerra Mundial, quando a escassez de seguranças levou a vários saques de antiguidades egípcias. A múmia teve depois suas bandagens enroladas novamente, sugerindo que autoridades locais talvez descobriram sobre o roubo e restaurado a múmia sem relatarem o que tinha acontecido. O roubo só foi descoberto em 1968, quando o anatomista Richard Harrison examinou Tutancâmon.
A maioria das tumbas do Vale dos Reis é vulnerável a enchentes relâmpago. Lucas, ao analisar a tumba em 1927, concluiu que nenhuma quantidade significativa de água líquida tinha entrado antes da descoberta, apesar de existir certa infiltração de umidade. Por outro lado, desde então água tem gotejado periodicamente pela entrada, com uma tempestade no ano novo de 1991 tendo inundado a tumba por meio de uma falha no teto da câmara mortuária. Esta inundação manchou a parede pintada da câmara e deixou aproximadamente sete centímetros de água acumulada no chão. A tumba também é ameaçada pelos próprios turistas que a visitam, que podem danificar as decorações das paredes com seu toque e pela umidade vinda de sua respiração. A múmia também é vulnerável a esse tipo de dano, assim em 2007 ela foi movida para um mostruário de vidro localizado na antecâmara, permitindo que fosse exibida ao público de forma a estar protegida da umidade e mofo. A demanda turística por visitas à KV62 é a maior de todas as tumbas do Vale dos Reis, sendo estimado que até mil pessoas passam por ela durante os dias mais movimentados.
A Sociedade de Amigos das Tumbas Reais do Egito sugeriu em 1988 a ideia de criar uma réplica da tumba de Tutancâmon, permitindo que fosse vista por turistas sem o risco de danificarem a original. A Factum Arte, uma oficina especializada na criação de réplicas em grande escala de obras de arte, realizou em 2009 escaneamentos extremamente detalhados da câmara mortuária para que uma réplica exata pudesse ser criada. Ao mesmo tempo, o governo egípcio em parceria com o Instituto Getty de Conservação lançaram um projeto de longo prazo com o objetivo de avaliar a condição da tumba e renová-la se necessário. A réplica foi finalizada em 2012 e aberta ao público dois anos depois, tendo sido instalada ao lado da casa em que Carter viveu enquanto trabalhava na tumba. O projeto de restauração foi completado no início de 2019.

## Arquitetura

Planta da tumba

A tumba de Tutancâmon fica na parte oriental do Vale dos Reis, onde a maioria das tumbas do vale estão. Foi escavada no leito rochoso de calcário no lado ocidental do principal caminho do vale, correndo sob um sopé baixo. Seu desenho é similar a de tumbas construídas para pessoas de fora da família real, mas elaborado para lembrar a planta convencional de uma tumba real. Consiste em uma escadaria descendente em direção oeste (chamada de A no sistema egiptológico convencional para designação de partes de tumbas reais), um corredor descendente leste-oeste (B), uma antecâmara na extremidade ocidental da passagem (I), um anexo adjacente ao canto sudoeste da antecâmara (Ia), uma câmara mortuária ao norte da antecâmara (J) e uma sala ao leste da câmara mortuária (Ja), conhecida como tesouraria. A câmara mortuária e a tesouraria foram adicionadas à tumba original quando foi adaptada para o sepultamento de Tutancâmon. A maioria das tumbas da Décima Oitava Dinastia usavam um traçado com um eixo curvado para que assim uma pessoa movendo-se da entrada para a câmara mortuária precisasse fazer uma curva acentuada para esquerda no caminho. Os construtores da KV62, ao colocarem a câmara mortuária de Tutancâmon ao norte da antecâmara, deram à tumba uma curvatura para a direita em vez de para a esquerda.
A escadaria desce sob um beiral. Originalmente tinha dezesseis degraus. Os seis últimos foram removidos durante o sepultamento a fim de permitir a manobra dos objetos maiores pela soleira, sendo então reconstruída e removida novamente 3,4 mil anos depois quando os escavadores removeram os mesmos itens. O corredor tem oito metros de comprimento e 1,7 metros de largura, a antecâmara tem 7,9 metros norte-sul e 3,6 metros leste-oeste, o anexo tem 4,4 metros norte-sul e 2,6 metros leste-oeste, a câmara mortuária tem quatro metros norte-sul e 6,4 metros leste oeste, enquanto a tesouraria tem 4,8 metros norte-sul e 3,8 metros leste-oeste. As câmaras têm entre 2,3 e 3,6 metros de altura, com o chão do anexo, câmara mortuária e tesouraria estando noventa centímetros abaixo do chão da antecâmara. Na parede ocidental da antecâmara há um pequeno nicho para uma viga usada na manobra do sarcófago. Há quatro nichos na câmara mortuária, um em cada parede, em que foram colocados "tijolos mágicos" com feitiços de proteção.
As soleiras entre a escadaria e o corredor, entre o corredor e a antecâmara, entre a antecâmara e o anexo e entre a antecâmara e a câmara mortuária eram seladas por divisórias de calcário e gesso. Todas foram violadas por ladrões. A maioria foi selada novamente por restauradores, porém o buraco para o anexo foi deixado aberto. Há várias falhas na rocha em que a tumba foi escavada, incluindo uma grande que corre sentido sul-sudeste para norte-noroeste pela antecâmara e câmara mortuária. Os trabalhadores que construíram a tumba selaram a falha na câmara mortuária com gesso, mas as falhas mesmo assim são as responsáveis pelo gotejamento de água dentro da tumba.

## Decoração
As divisórias de gesso estavam marcadas com impressões dos selos das várias autoridades que supervisionaram o sepultamento de Tutancâmon e posteriormente os esforços de restauração. Estes selos consistiam em textos hieroglíficos que celebravam os serviços de Tutancâmon aos deuses durante seu reinado. Além desses selos, a única outra decoração da tumba está na câmara mortuária. Esta decoração limitada contrasta com outras tumbas reais do final da Décima Oitava Dinastia, em que duas câmaras além da câmara mortuária normalmente também recebiam decorações, e com as práticas da Décima Nona e Vigésima Dinastias, em que todas as partes da tumba eram decoradas. Nenhuma das decorações foi feita em relevo, uma técnica que só foi ser usada no Vale dos Reis a partir do reinado de Horemebe.
A câmara mortuária está pintada com figuras em fundo amarelo. A parede leste mostra a procissão funerária de Tutancâmon, um tipo de imagem comum em tumbas particulares do Império Novo mas não vista em nenhuma outra tumba real. A parede norte mostra Aí realizando o ritual da abertura da boca para a múmia de Tutancâmon, desta forma se legitimando como o herdeiro do faraó, e em seguida Tutancâmon saúda a deusa Nut e o deus Osíris no pós-vida. A parede sul mostra o faraó com as deusas Hator e Ísis e o deus Anúbis. Parte da decoração desta parede foi pintada sobre a divisória de gesso que separava a câmara mortuária da antecâmara, consequentemente a imagem de Ísis precisou ser destruída quando a divisória foi derrubada durante a liberação da tumba. A parede oeste mostra doze babuínos, imagem tirada da primeira seção do Amduat, um texto funerário que descreve a jornada do deus Rá pelo Tuat. As figuras nas paredes norte, oeste e leste foram retratadas com as proporções incomuns características do estilo artístico do Período de Amarna, porém a parede sul apresenta figuras nas proporções convencionais do estilo artístico de antes e depois de Amarna.

## Artefatos

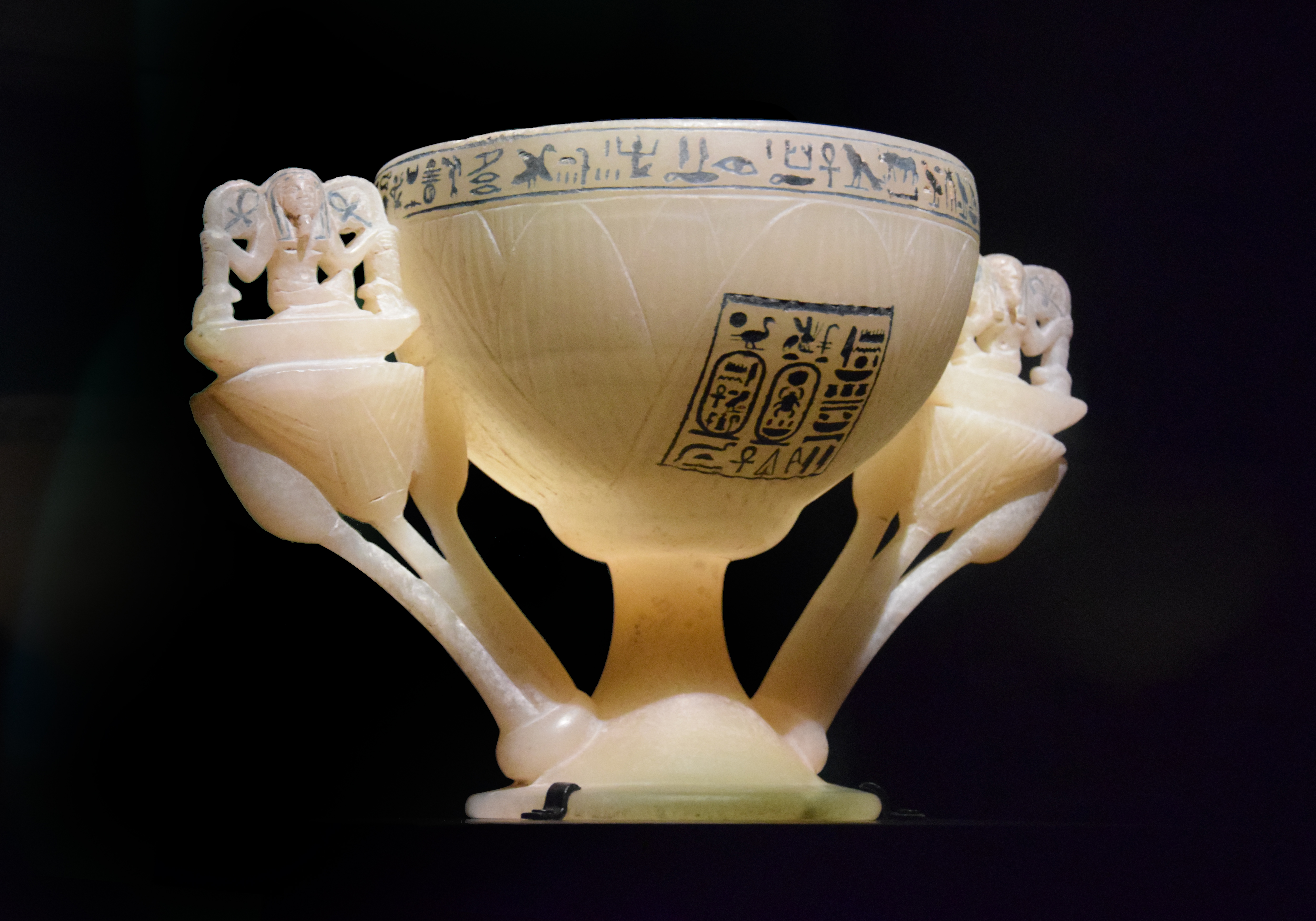
Cálice de lótus achado na antecâmara, com o deus Ḥeḥ sobre as alças

Os conteúdos da tumba são o exemplo mais completo de um conjunto de itens funerários reais no Vale dos Reis, totalizando 5 398 objetos. Algumas categorias de objetos chegam a centenas: há mais de duzentas joias e 413 shabti, estatuetas que tinham a intenção de trabalhar para o faraó no pós-vida. Objetos foram encontrados em todas as quatro câmaras e também no corredor.
O trabalho dos ladrões e os apressados esforços de restauração que se seguiram deixaram boa parte da tumba desarrumada quando ela foi selada pela última vez. Muitos dos objetos, na época em que foram descobertos, tinham sido danificados por períodos alternados de umidade e secura. Quase todos os itens de couro na tumba tinham se dissolvido em uma massa semelhante a piche, enquanto a preservação de tecidos foi muito inconsistente, com aqueles em pior estado tendo se transformado em um pó preto. Objetos de madeira estavam curvados e com suas colas dissolvidas, deixando-os em estado extremamente frágil. Todas as superfícies expostas estavam cobertas por uma película rosa desconhecida, que Lucas sugeriu ser algum tipo de composto de ferro dissolvido que veio da rocha ou do gesso. Os escavadores, no processo de limpar, restaurar e remover os artefatos danificados, rotularam cada objeto ou grupo de objetos com um número de 1 a 620, anexando letras para distinguir objetos individuais dentro de grupos.

### Câmaras externas

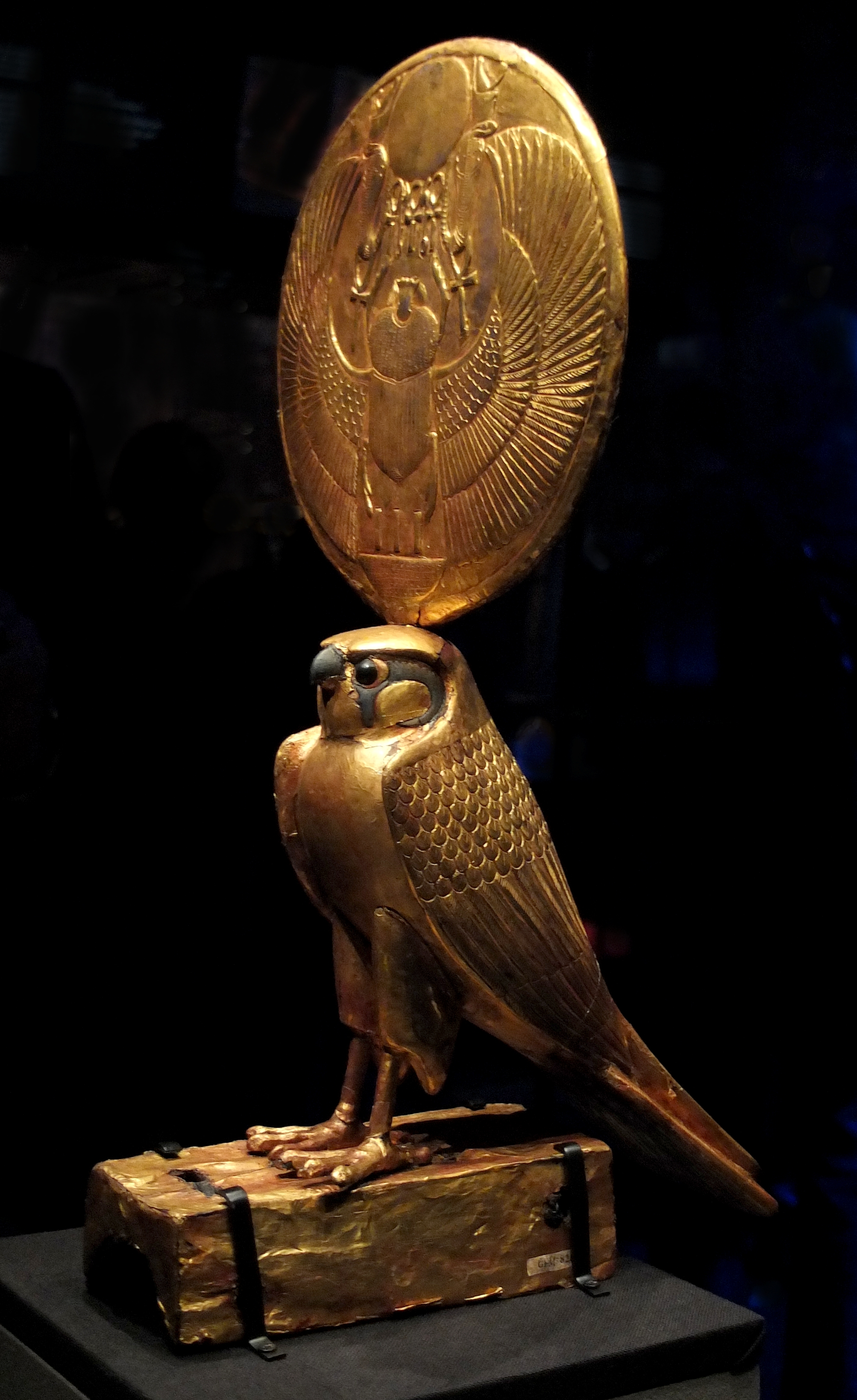
Estátua encontrada na antecâmara, representando o deus Hórus como um falcão com um disco solar

É possível que houvesse materiais diversos no corredor, como sacos de natrão, potes e guirlandas de flores, que foram transferidos para a KV54 quando o corredor foi preenchido depois do primeiro roubo. Outros objetos e fragmentos foram incorporados ao preenchimento. Um busto de madeira de Tutancâmon foi supostamente encontrado no corredor, porém não foi registrado nas anotações de Carter.
Havia entre seiscentos e setecentos objetos na antecâmara. No lado oeste havia uma pilha emaranhada de móveis entre os quais diversos pequenos objetos, como cestas de frutas e caixas de carne. Várias carruagens desmontadas ocupavam o canto sudoeste, enquanto no nordeste havia uma coleção de buquês funerários. A extremidade norte da câmara era dominada por duas estátuas em tamanho real de Tutancâmon que flanqueavam a entrada da câmara mortuária. Acredita-se que essas estátuas serviam de guardiãs para a câmara mortuária ou como figuras que representavam o ka do faraó, um aspecto de sua alma. Dentre outros objetos significativos na antecâmara estavam várias camas funerárias com cabeças de animais que formavam um amontoado de mobílias junto à parede oeste; um cálice de lótus feito de alabastro e uma caixa pintada representando Tutancâmon em batalha, artefato que Carter considerou uma das mais belas obras de arte da tumba. Ele teve uma opinião ainda mais elevada de um trono folheado a ouro que mostra Tutancâmon e Anquesenamon no estilo artístico do Período de Amarna, que Carter chamou de "a coisa mais linda que já foi encontrada no Egito". A maior parte das roupas na tumba estavam em caixas na antecâmara, incluindo túnicas, camisas, saias, luvas e sandálias, além de cosméticos como unguentos. Várias peças de ouro e pedras semipreciosas de um corpete, uma versão cerimonial de armadura que faraós usavam em batalha, estavam espalhadas pelo chão. Reconstruir este corpete foi uma das tarefas mais complexas dos escavadores. Também havia um boneco de madeira da cabeça e tronco de Tutancâmon. Seu propósito é desconhecido, porém possui marcas que indicam que possivelmente já usou um corpete, com Carter sugerindo que era um manequim para as roupas do faraó.
No anexo havia mais de dois mil artefatos individuais. Seus conteúdos estavam amontoados junto com outros objetos que tinham sido substituídos aleatoriamente durante os esforços de restauração após os roubos, incluindo camas, bancos e vasos de pedra e argila que continham vinho e óleos. Nesta sala é onde estavam a maioria dos alimentos da tumba, assim como a maioria dos shabtis e muitas miniaturas funerárias de madeira, como miniaturas de barcos. Boa parte das armas da tumba, incluindo arcos, bastões de arremesso e espadas khopesh, além de alguns escudos cerimoniais, também foram encontrados no anexo. Outros objetos encontrados na sala estavam posses pessoais que Tutancâmon aparentemente usou quando criança, como brinquedos, uma caixa de tintas e um kit de iluminação.

### Câmara mortuária

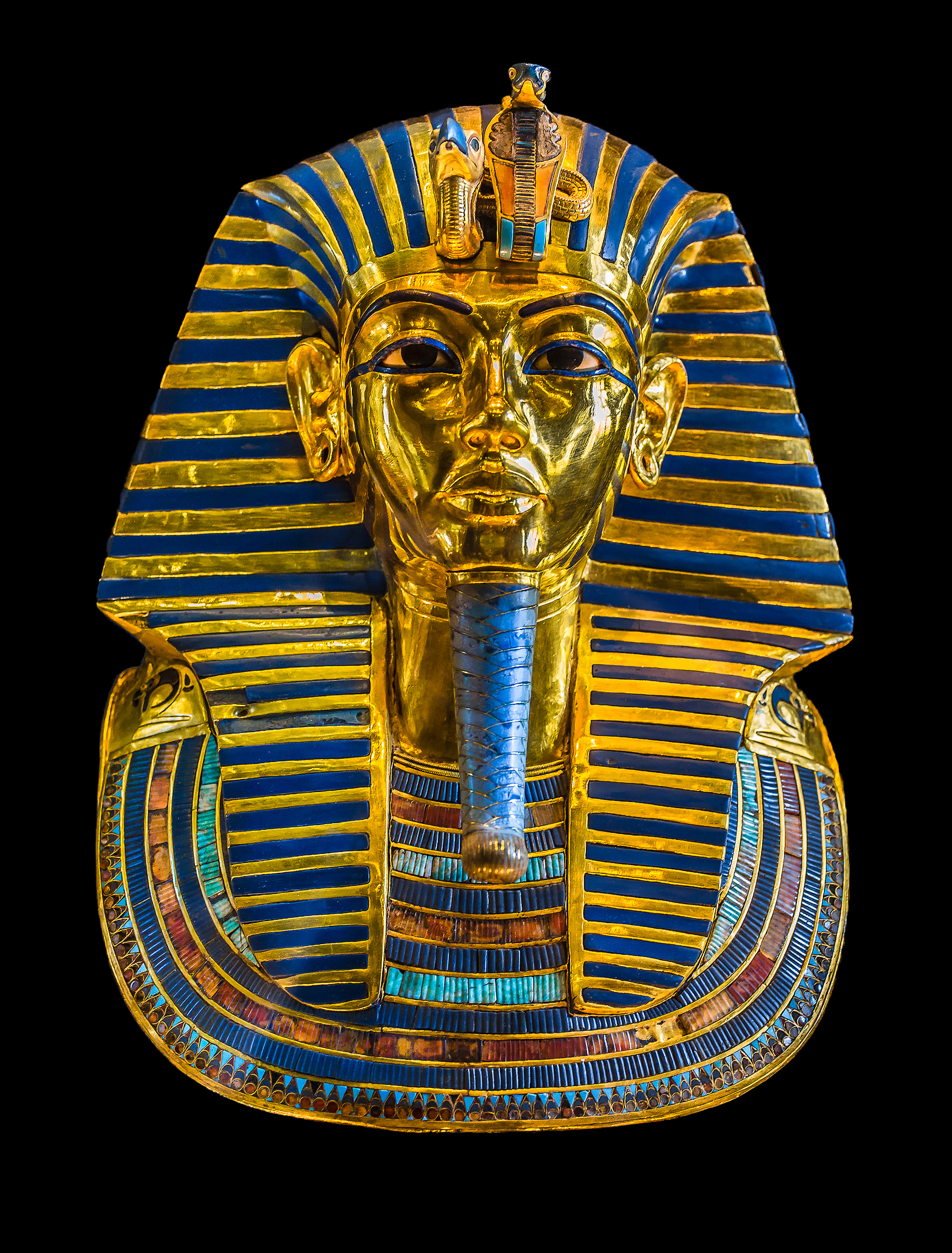
Máscara mortuária de Tutancâmon

A maior parte do espaço da câmara mortuária estava ocupado por um santuário folheado a ouro abrigando três santuários menores aninhados, dentro dos quais estava um sarcófago de pedra contendo três caixões também aninhados. Uma armação de madeira coberta por uma mortalha de linho azul decorada com rosetas de bronze existia entre o santuário mais externo e o segundo. Havia mais artefatos funerários, incluindo jarras, objetos religiosos como fetiches imuit, remos, leques e belgalas, alguns dos quais tinham sido inseridos nos vãos entre os santuários. Em cada parede da câmara havia um nicho com um tijolo; estes são de um tipo chamado pelos egiptólogos de "tijolos mágicos", pois tinham passagens do Feitiço 151 do texto funerário conhecido como Livro dos Mortos, tendo a intenção de afastar ameaças dos mortos.
A decoração das santuários foi realizada em relevo e incluía partes de vários textos funerários. Todos os quatro tinham trechos do Livro dos Mortos, com o terceiro também tendo trechos do Amduat. O santuário mais externo foi inscrito com a cópia mais antiga já encontrada do Livro da Vaca Celestial, que descreve como Rá reformulou o mundo para sua forma atual. O segundo santuário tem um texto funerário que não é encontrado em nenhum outro lugar, porém textos com temáticas similares existem na KV9, a tumba de Ramessés VI, e na KV6, a tumba de Ramessés IX. O texto descreve o deus solar e o submundo usando uma forma enigmática de escrita hieroglífica que utiliza significados fora do padrão para cada sinal hieroglífico. Estes três textos são algumas vezes chamados de "livros enigmáticos" ou "livros da unidade solar-osiriana".
O sarcófago é feito de quartzito com uma tampa de granito vermelho pintada de amarelo para combinar com o quartzito. Foi esculpido com imagens de quatro deusas de proteção (Ísis, Néftis, Neite e Sélquis), contendo um esquife de ouro com cabeça de leão no qual ficavam três caixões de formato humano aninhados. Os dois caixões externos eram feitos de madeira folheada a ouro e incrustados com vidro e pedras semipreciosas, já o caixão interno tinha incrustações similares, mas era feito principalmente de 110,4 quilogramas de ouro maciço. Dentro deste último caixão estava o corpo mumificado de Tutancâmon. No corpo e entre as bandagens da múmia estavam 143 objetos, incluindo itens de vestuário como sandálias e uma variedade de amuletos e outras joias, incluindo duas adagas. Na cabeça de Tutancâmon estavam um solidéu frisado e um diadema de ouro, todos os quais dentro de uma máscara mortuária de ouro que se tornou um dos artefatos mais icônicos do Antigo Egito.

### Tesouraria

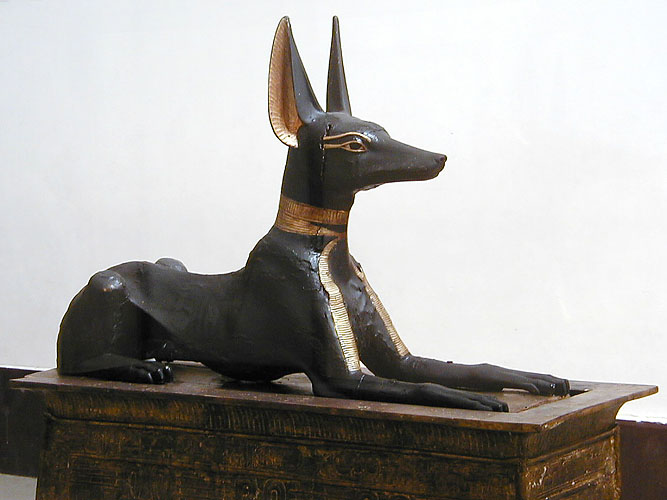
Santuário de Anúbis encontrado na entrada da tesouraria

Um santuário com hastes de carregamento e uma estátua do deus Anúbis estava na soleira para a tesouraria, em frente do qual estava um quinto tijolo mágico. Contra a parede leste estava um santuário folheado a ouro contendo um baú canópico, em que os órgãos de Tutancâmon foram colocados A maioria dos baús canópicos tinha jarras separadas, mas o de Tutancâmon consiste em um único bloco de alabastro com quatro compartimentos entalhados, cada um ocupado por uma rolha com cabeça humana com um pequeno caixão de ouro incrustado que abrigava um dos órgãos do faraó. Entre o santuário e o baú estava uma escultura de madeira da cabeça de uma vaca, representando Hator. A maioria das miniaturas da tumba estavam na tesouraria, incluindo mais barcos e um celeiro, além de um número tão grande quanto de shabtis. Caixas continham itens variados, incluindo a maior parte das joias. Um pequeno conjunto de caixões aninhados continha um tufo de cabelo de Tí, esposa do faraó Amenófis III e possivelmente a avó de Tutancâmon. Uma outra caixa continha dois caixões em miniatura com as múmias das duas filhas natimortas de Tutancâmon e Anquesenamon.

### Importância
O volume de objetos na tumba de Tutancâmon é frequentemente encarado por egiptólogos como um sinal de que faraós mais longevos que construíram tumbas de tamanho completo foram sepultados com uma gama ainda maior de objetos funerários. Entretanto, os artefatos de Tutancâmon mal cabiam em sua tumba, assim a egiptóloga Joyce Tyldesley argumentou que tumbas maiores no vale talvez continham conjuntos de tamanho similar que eram arranjados de maneira mais organizada e espaçosa.

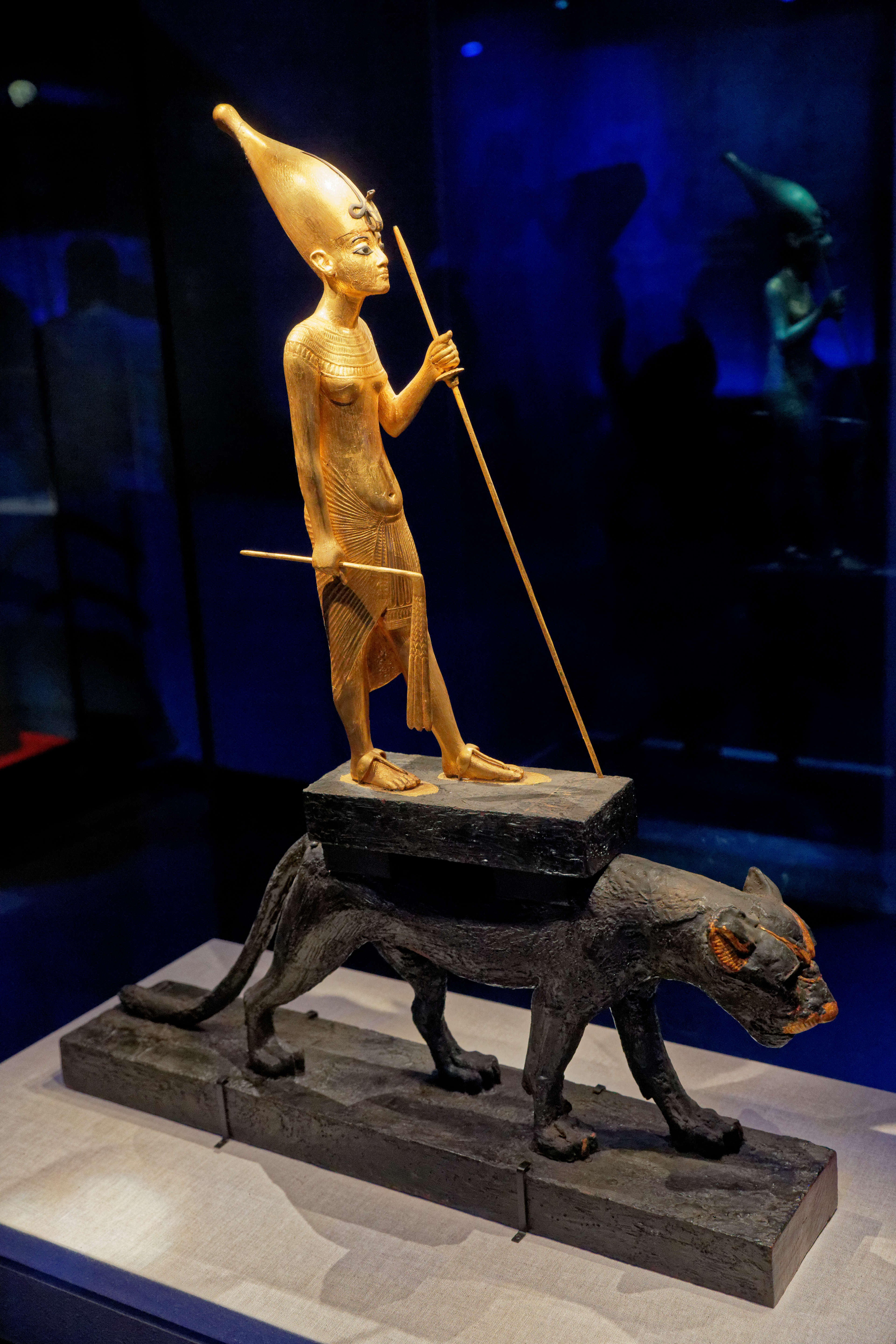
Estatueta de Tutancâmon sobre uma pantera, semelhante a imagens vistas na tumba de Seti II

Os restos fragmentados de artefatos funerários oriundos de outras tumbas do Vale dos Reis incluem muitos dos mesmos objetos encontrados na tumba de Tutancâmon, sugerindo que havia algum conjunto padrão de tipos de objetos para sepultamentos reais no período. As estátuas em tamanho real de Tutancâmon e as estatuas das divindades possuem paralelas em várias outras tumbas do vale, enquanto as estatuetas do próprio Tutancâmon são muito semelhantes a pinturas encontradas nas paredes da KV15, a tumba de Seti II. Miniaturas funerárias, como as diversas miniaturas de barcos de Tutancâmon, eram elementos em sepultamentos principalmente no Império Antigo e Império Médio, tendo saído de moda em sepultamentos de fora da família real no Império Novo, porém estavam presentes em várias tumbas reais no Vale dos Reis. Por outro lado, não havia textos funerários em papiro na tumba de Tutancâmon, diferentemente de tumbas particulares da época, porém a existência de um trecho do Livro dos Mortos em um papiro da KV35, a tumba de Amenófis II, sugere que sua ausência na KV62 talvez tenha sido incomum.
Nenhum texto em papiro foi encontrado, decepcionando egiptólogos que tinham esperanças de encontrar documentos que pudessem clarificar a história do Período de Amarna. Em vez disso, o maior valor da descoberta estava na perspectiva que proporcionou sobre a cultura material do Antigo Egito. Dentre as mobílias estavam uma cama desmontável, o único exemplar intacto do Antigo Egito. Algumas das caixas podiam ser travadas com o giro de um botão, com Carter dizendo que eram os exemplares conhecidos mais antigos de tal mecanismo. Outros itens de dia a dia incluem instrumentos musicais, como duas trombetas; várias armas, incluindo uma adaga de ferro, um item raríssimo no Egito na época; e aproximadamente 130 cajados, incluindo um com a inscrição "um cajado de junco que Sua Majestade cortou com suas próprias mãos".
As roupas de Tutancâmon incluíam túnicas largas, roupões e faixas, sendo frequentemente eram decoradas com tintas, bordados e miçangas. Estes itens de vestuário eram muito mais variados do que as roupas representadas na arte da época, que na maioria das vezes consistiam em apenas saias brancas lisas e bainhas justas. Nenhuma coroa foi encontrada, porém cajados e manguais, que também serviam de símbolos de poder, estavam entre os objetos. Tyldesley sugeriu que coroas talvez não fossem consideradas propriedade pessoal do faraó e assim eram passadas adiante de reinado em reinado.
Alguns objetos ajudaram a dar uma pequena clarificada sobre o fim do Período de Amarna. Um pedaço de uma caixa encontrado no corredor contém os nomes de Aquenáton, Neferneferuaton e Meritaton, filha de Aquenáton, enquanto um jarro de calcita na tumba tinha dois nomes reais apagados que foram reconstruídos como aqueles de Aquenáton e Semencaré. Estas são evidências importantes nas tentativas de reconstruir as ligações entre os membros da família real e em que sequência eles reinaram, apesar das interpretações variarem bastante. O rosto do segundo caixão de Tutancâmon e aqueles de seus pequenos caixões canópicos diferem do rosto da maioria de suas representações, então é possível que esses itens tenham sido feitos para outro faraó, como Semencaré ou Neferneferuaton, e reutilizados por Tutancâmon.

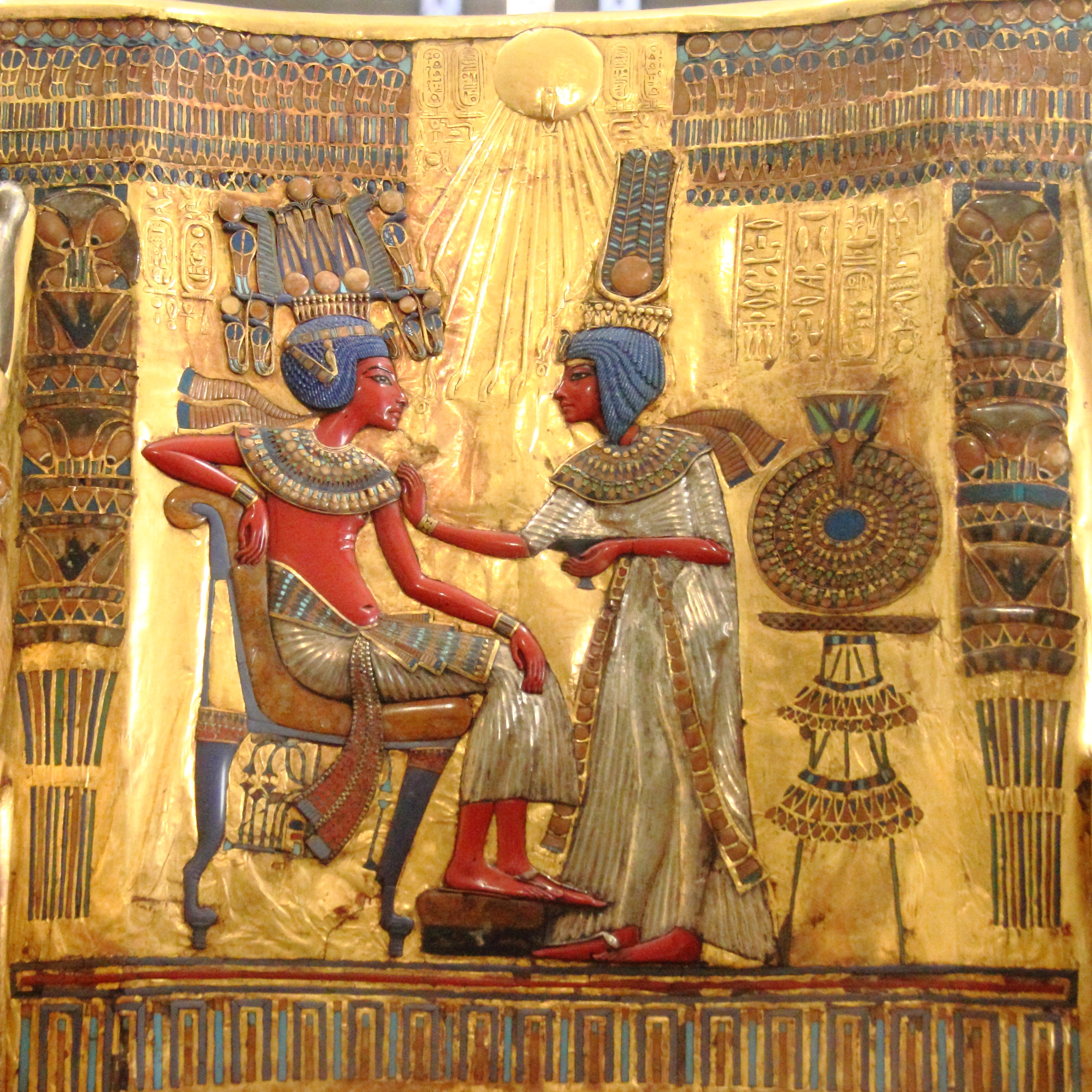
Detalhe do encosto do trono de ouro de Tutancâmon, mostrando Anquesenamon ungindo o faraó

Alguns objetos dão evidências sobre a mudança de politica religiosa durante o reinado de Tutancâmon. O trono de ouro mostra Tutancâmon e Anquesenamon sob os raios de Áton no estilo artístico de Amarna. O faraó e a rainha são chamados pelas versões posteriores de seus nomes, fazendo referência a Amon em vez de Áton, mas há sinais de que esses nomes foram alterados depois do trono ter sido criado, enquanto os braços e a parte de trás do trono ainda estão com o nome Tutancáton. Um cetro do anexo tem uma inscrição mencionando tanto Áton quanto Amon, sugerindo uma tentativa de integrar os dois sistemas religiosos.
Outras informações sobre o reinado podem ser tiradas de várias jarras de vinho, que foram rotuladas pelo ano em que foram produzidas. Jarras que foram rotuladas explicitamente durante o reinado de Tutancâmon vão do quinto ao nono ano, enquanto outras jarras de reinados não identificados estão rotuladas com um décimo ano e com um trigésimo primeiro ano. Este último provavelmente vem do reinado de Amenófis III, assim as jarras restantes indicam que Tutancâmon reinou por nove ou dez anos. As flores e frutas nas guirlandas funerárias estariam disponíveis entre meados de março e meados de abril, indicando que o funeral de Tutancâmon ocorreu por volta dessa época. Os anais reais do Império Hitita registram uma carta enviada por uma rainha egípcia não nomeada, conhecida como Dahamunzu, que tinha ficado viúva recentemente pela morte do faraó e estava se oferecendo para se casar com um príncipe hitita. O faraó morto é mais comumente considerado como sendo Tutancâmon e Anquesenamon como a remetente da carta, porém a própria carta indica que o faraó em questão morreu em agosto ou setembro, significando que Tutancâmon não era o faraó mencionado ou que ele permaneceu sem ser sepultado por um tempo muito mais do que os tradicionais setenta dias de mumificação e luto.
Os roubos fazem da KV62 uma das fontes mais importantes para compreender roubos de tumba e os esforços de restauração durante o Império Novo, especialmente para o início do período, quando os roubos tinham uma característica mais oportunista do que os saques em grande escala que ocorreram no final da Vigésima Dinastia. Muitas das caixas na tumba possuem súmulas em escrita hierática listando seus conteúdos originais, desta forma possibilitando a reconstrução parcial dos conteúdos originais e consequentemente do que foi perdido. Por exemplo, as súmulas das caixas de joias na tesouraria indicam que aproximadamente sessenta por cento do seus conteúdos foi perdido. Os ladrões dariam prioridade para o que era valioso, carregável e impossível de rastrear ou que fosse possível de disfarçar por meio de desmantelamento ou derretimento. A maioria dos itens de ferro e vidro foram roubados, indicando que eram mercadorias valiosas na época. Os ladrões também levaram roupas de cama e cosméticos, com este mostrando que os roubos ocorreram não muito tempo depois do sepultamento, pois os unguentos egípcios a base de gordura teriam ficado rançosos em poucos anos. Uma das caixas na antecâmara continha um conjunto de anéis de ouro enrolados em um lenço que Carter acreditava que tinham sido derrubados pelos ladrões e colocados na caixa pelos restauradores. É improvável que os ladrões teriam esquecido de algo tão valioso, levando-o a sugerir que foram pegos em flagrante. Todos objetos quebrados encontrados no corredor vieram da antecâmara, sugerindo que o primeiro grupo de ladrões só conseguiu chegar na antecâmara, enquanto o segundo foi capaz de chegar na tesouraria.
Um homem chamado Djeutimose, aparentemente uma autoridade que realizou a restauração da tumba, escreveu seu nome em uma jarra do anexo. O mesmo homem deixou um bilhete na KV43, a tumba de Tutemés IV, registrando sua restauração no oitavo ano do reinado de Horemebe. A KV62 e KV43 estão entre as várias tumbas do Vale dos Reis roubadas no final da Décima Oitava Dinastia, sugerindo que instabilidade política após a morte de Tutancâmon provocou um enfraquecimento da segurança local.

### Disposição
A liberação da tumba de seus conteúdos foi finalizada em 1932. As exceções foram o sarcófago com sua tampa original substituída por uma placa de vidro e o caixão mais externo, em que a múmia de Tutancâmon foi colocada. Carter também pegou sem permissão alguns artefatos, porém eles foram descobertos após sua morte por Phyllis Walker, sua sobrinha e herdeira, e devolvidos ao governo egípcio. Suspeita-se que alguns itens foram parar ilicitamente em outras coleções, mas sua proveniência é incerta.
A enorme maioria dos artefatos foram armazenados por décadas no Museu Egípcio ou no Museu de Luxor. Apenas os principais itens tem estado em exibição, enquanto os restantes tem estado armazenados em um dos dois locais. Os objetos da tumba começaram a ser transferidos gradualmente a partir de 2011 para o novo Grande Museu Egípcio em Gizé. O plano é que uma exibição reunindo todos os artefatos da tumba seja montada até a inauguração do museu na década de 2020.
Algumas peças também foram enviadas em exibições itinerantes, angariando fundos para o governo egípcio, além de servirem para melhorarem relações diplomáticas com outros países. Houve várias grandes exibições que visitaram a Europa, América do Norte, Japão e Austrália em três grandes fases, primeiro de 1961 a 1967, depois entre 1972 e 1981 e por fim de 2004 a 2013. Muitas exibições de réplicas também já aconteceram, iniciando com um conjunto para a Exibição do Império Britânico em 1924.

## Múmias

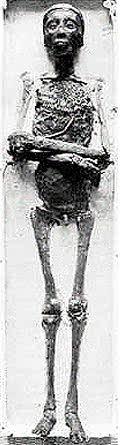
A múmia de Tutancâmon em 1926, antes de ser devolvida ao seu sarcófago

A múmia de Tutancâmon estava em péssimas condições quando foi descoberta em novembro de 1925. Os unguentos que foram derramados sobre as bandagens antes do sepultamento tinham passado por alguma reação química que Lucas chamou de "algum tipo de lenta combustão espontânea", possivelmente causada por fungos presentes dentro da tumba. Consequentemente, a maioria das bandagens e até mesmo tecidos da múmia foram carbonizados. A condição de Tutancâmon contrastava com outras múmias reais do Império Novo muito melhor preservadas. Estas múmias tinham sido retiradas de suas tumbas saqueadas, colocadas em caixões mais simples e reenterradas em dois esconderijos durante a Vigésima Primeira Dinastia, alguns séculos depois de seus sepultamentos originais. Não se sabe se elas sofreram menor deterioração porque foram tratadas com menos unguentos ou porque a remoção de seus caixões originais impediu que os unguentos enxercassem as bandagens suficientemente.
Os unguentos solidificados colaram os restos mortais de Tutancâmon com as bandagens em volta de seu corpo e também com os objetos enrolados juntos, formando uma massa única presa ao fundo do caixão. Os escavadores concluíram que para remover a múmia e recuperar os objetos seria necessário cortá-la em pedaços, cinzelando para fora cada pedaço. Os anatomistas Douglas Derry e Saleh Bey Hamdi examinaram as peças a medida que foram liberadas antes de cobrirem a pele com uma camada de cera de parafina a fim de impedir maior deterioração. Eles determinaram que Tutancâmon tinha aproximadamente dezoito anos quando morreu e que o formato de seu crânio, semelhante a de uma múmia real não identificada da KV55, mostrava sinais de que pertencia à linhagem real em vez de ter casado com uma princesa, como os egiptólogos acreditavam anteriormente. Carter, assim que os exames terminaram, colocou a múmia desmembrada em uma bandeja e devolveu-a no ano seguinte ao sarcófago na câmara mortuária.
Os dois fetos mumificados das filhas natimortas de Tutancâmon encontradas na tesouraria estavam em diferentes estágios de desenvolvimento, uma de uma gestação de cinco meses e outra de uma gestação entre cinco e nove meses. Seus caixões não tinham nomes, assim foram designadas baseadas no número da caixa em que foram encontradas, 317. O feto menor ficou designado 317a e o maior 317b. Os dois foram examinados por Derry em 1932, sendo então armazenados na escola de medicina em que trabalhava na época, hoje parte da Universidade do Cairo.
A múmia de Tutancâmon foi analisada várias vezes para se descobrir sobre sua condição de saúde e causa de morte. Tais esforços são muitas vezes controversos, pois é difícil distinguir danos infligidos recentemente de danos que ele sofreu durante sua vida. Por exemplo, o egiptólogo Bob Brier sugeriu em 1996 que fragmentos de osso na cavidade do crânio, vistos em um raio X tirado por Harrison em 1968, eram um indício de que o faraó tinha morrido de um impacto na cabeça e que ele poderia ter sido assassinado. Descobriu-se depois que esses fragmentos eram vértebras empurradas para a cavidade do crânio durante os exames de Derry. Problemas similares ocorreram com os fetos; Harrison afirmou em 1977 que 317b tinha deformidade de Sprengel, mas um estudo de 2011 do radiologista Sahar Saleem argumentou que os sinais de deformidade eram na verdade danos pós-morte.
Tanto a múmia de Tutancâmon quanto as dos dois fetos passaram por testes genéticos. Um estudo de 2010 do DNA de várias múmias do Vale dos Reis concluiu que os fetos eram realmente filhas de Tutancâmon com uma mulher cuja múmia que havia sido encontrada na KV21, presumindo-se então que esta era Anquesenamon. Entretanto, os resultados de estudos genéticos de múmias egípcias já foram questionados por vários geneticistas, como Svante Pääbo, que argumentaram que o DNA se quebra muito rapidamente sob o calor do Egito que restos mortais mais velhos do que alguns séculos não podem produzir uma amostra de DNA analisável.

### Citações
1. ↑   Reeves & Wilkinson 1996, pp. 61–62
2. ↑   Wilkinson & Weeks 2016, pp. 6–7
3. ↑   Reeves 1990, p. 24
4. 1 2   Tyldesley 2012, p. 165
5. ↑   Williamson 2015, pp. 1, 4, 9–10
6. ↑   Tyldesley 2012, pp. 17, 205–206
7. 1 2   Roehrig 2016, p. 196
8. ↑   Tyldesley 2012, pp. 19–21
9. 1 2   Reeves 1990, p. 33
10. 1 2   Goelet 2016, pp. 450–451
11. ↑   Tyldesley 2012, pp. 23–24
12. ↑   Reeves & Wilkinson 1996, p. 20
13. ↑   Ridley 2019, pp. 310–311
14. ↑   Dorn 2016, p. 32
15. ↑   Reeves & Wilkinson 1996, pp. 9, 11
16. ↑   Tyldesley 2012, pp. 26–27
17. ↑   Tyldesley 2012, pp. 28–31
18. ↑   Thompson 2015, pp. 246, 251–252, 255
19. ↑   Tyldesley 2012, pp. 52–54
20. ↑   Thompson 2018, pp. 39–41
21. ↑   Tyldesley 2012, p. 62
22. ↑   Carter & Mace 2003, pp. 94, 98, 103
23. ↑   Lucas 2001, pp. 164–165
24. ↑   Carter & Mace 2003, p. 105
25. ↑   Carter 2000, p. vi
26. ↑   Riggs 2019, pp. 9, 12
27. ↑   Thompson 2018, p. 49
28. ↑   Riggs 2021, p. 93
29. ↑   Thompson 2018, p. 50
30. ↑   Reid 2015, pp. 42, 52
31. ↑   Thompson 2018, pp. 59–61
32. ↑   Tyldesley 2012, pp. 85, 87–88
33. ↑   Reid 2015, pp. 63, 68–70
34. 1 2 3   Forbes 2018, p. 350
35. ↑   Tyldesley 2012, pp. 94, 98–100
36. ↑   Riggs 2021, pp. 292–293
37. ↑   Marchant 2013, pp. 97–98
38. 1 2   Reeves & Wilkinson 1996, p. 210
39. ↑   Lucas 2001, p. 165
40. ↑   Romer & Romer 1993, pp. 24–25
41. ↑   Marchant 2013, pp. 181–182
42. ↑   Riggs 2021, p. 299
43. 1 2 3   «The Burial Chamber of Tutankhamun». Factum Foundation for Digital Technology in Conservation. Consultado em 25 de março de 2024
44. ↑   «Conservation and Management of the Tomb of Tutankhamen». The Getty. Março de 2013. Consultado em 25 de março de 2024
45. ↑   Forbes 2018, pp. 344–347
46. ↑   «King Tut's tomb unveiled after being restored to its ancient splendor». CBS News. 2 de fevereiro de 2019. Consultado em 25 de março de 2024
47. ↑   Reeves & Wilkinson 1996, pp. 11, 17
48. ↑   Reeves 1990, pp. 36, 70
49. 1 2   Reeves & Wilkinson 1996, p. 124
50. ↑   Roehrig 2016, pp. 187, 196
51. ↑   Reeves & Wilkinson 1996, pp. 25, 124
52. ↑   Roehrig 2016, pp. 191, 196
53. 1 2   Reeves 1990, p. 70
54. 1 2   Ritner 1997, p. 146
55. ↑   Reeves 1990, pp. 70–71, 96
56. 1 2   Reeves 1990, pp. 70–71
57. ↑   Romer & Romer 1993, p. 24
58. ↑   Reeves 1990, pp. 92–93
59. ↑   Reeves & Wilkinson 1996, pp. 33, 35, 124
60. ↑   Reeves & Wilkinson 1996, pp. 37, 124–125
61. ↑   Price 2016, p. 274
62. ↑   Marchant 2013, p. 79
63. ↑   Reeves 1990, pp. 136, 150
64. 1 2   Reeves & Wilkinson 1996, pp. 125–126
65. ↑   Reeves 1990, pp. 95, 97
66. 1 2   Carter 2001, pp. 151–152
67. ↑   Lucas 2001, pp. 175–176, 185
68. ↑   Carter 2000, p. 163
69. ↑   Lucas 2000, p. 172
70. ↑   Reeves 1990, pp. 60–61
71. ↑   Hawass 2007, pp. 15–16
72. ↑   Reeves 1990, pp. 78–81, 204, 206
73. ↑   Price 2016, pp. 275–276
74. ↑   Hawass 2007, pp. 24, 27, 32, 56
75. ↑   Reeves 1990, pp. 156–158
76. ↑   Carter & Mace 2003, pp. 173–175
77. ↑   Hawass 2007, p. 64
78. ↑   Reeves 1990, pp. 89–90
79. ↑   Reeves 1990, pp. 136, 142, 205
80. ↑   Reeves 1990, pp. 174–177
81. ↑   Marchant 2013, p. 78
82. ↑   Reeves 1990, pp. 83–85, 100–101
83. ↑   Reeves 1990, p. 71
84. ↑   Reeves 1990, pp. 101–104
85. ↑   Hornung 1999, pp. 148–149
86. ↑   Hornung 1999, pp. 77–78
87. ↑   Roberson 2016, pp. 327–328
88. ↑   Reeves 1990, pp. 105–110
89. ↑   Marchant 2013, pp. 62, 66–71
90. ↑   Carter 2000, p. 33
91. ↑   Hawass 2007, pp. 157, 167, 170
92. ↑   Reeves 1990, pp. 134, 136, 142–145
93. ↑   Hawass 2007, p. 157
94. ↑   Marchant 2013, pp. 77, 118, 188
95. ↑   Tyldesley 2012, pp. 113–114
96. ↑   Reeves & Wilkinson 1996, p. 153
97. ↑   Price 2016, pp. 275–280, 285
98. ↑   Tyldesley 2012, pp. 103–105
99. ↑   Reeves 1990, p. 182
100. ↑   Carter 2000, p. 121
101. ↑   Reeves 1990, pp. 163–164, 177–178
102. ↑   Tyldesley 2012, pp. 108–110
103. ↑   Ridley 2019, p. 252
104. ↑   Tawfik, Thomas & Hegenbarth-Reichardt 2018, pp. 179–181
105. ↑   Forbes 2018, pp. 143
106. ↑   Ridley 2019, p. 306
107. 1 2   Hawass 2007, p. 56
108. 1 2   Tyldesley 2012, pp. 127–128
109. ↑   Reeves 1990, p. 153
110. ↑   Reeves 1990, p. 202
111. ↑   Newberry 2001, p. 196
112. ↑   Ridley 2019, p. 224
113. ↑   Goelet 2016, pp. 451–453
114. ↑   Reeves 1990, pp. 96–97, 190
115. ↑   Goelet 2016, p. 452
116. ↑   Reeves 1990, pp. 96, 197, 200
117. ↑   Carter & Mace 2003, pp. 138–139
118. ↑   Reeves 1990, p. 95
119. ↑   Reeves 1990, p. 97
120. ↑   Marchant 2013, p. 74
121. ↑   Riggs 2021, p. 108
122. ↑   Riggs 2021, pp. 117–120
123. ↑   Tawfik, Thomas & Hegenbarth-Reichardt 2018, p. 179
124. ↑   El Sawy, Nada (8 de junho de 2021). «Most King Tutankhamun displays ready at Grand Egyptian Museum». The National. Consultado em 28 de março de 2024
125. ↑   Riggs 2021, pp. 179–181, 228–229
126. ↑   Forbes 2018, pp. 350–352
127. ↑   Reeves 1990, p. 117
128. ↑   Marchant 2013, p. 97
129. ↑   Marchant 2013, pp. 64, 66
130. ↑   Lucas 2001, pp. 185–186
131. 1 2   Carter 2001, pp. 101–102
132. 1 2   Marchant 2013, pp. 66–67
133. ↑   Reeves & Wilkinson 1996, p. 207
134. ↑   Marchant 2013, pp. 62–64, 70–71
135. ↑   Tyldesley 2012, pp. 164–165
136. ↑   Marchant 2013, p. 72
137. ↑   Marchant 2013, pp. 73–74
138. ↑   Reeves 1990, pp. 123–124
139. ↑   Reeves 1990, p. 123
140. ↑   Marchant 2013, pp. 65, 109, 135
141. ↑   Reeves 1990, pp. 117–118
142. ↑   Marchant 2013, pp. 145–149
143. ↑   Marchant 2013, pp. 119, 235
144. ↑   Marchant 2013, pp. 187–188, 201